# Troisième O Salutaris
Le Troisième O Salutaris, op. 188, est une œuvre de la compositrice Mel Bonis datant de 1893.

## Composition
Mel Bonis compose son troisième O Salutaris pour ténor, baryton, orgue et violon ad lib. Le manuscrit est daté de 1893. L'œuvre a été publiée à titre posthume par les éditions Armiane en 2014.

## Analyse
Le second O Salutaris de Mel Bonis fait partie d'un corpus, avec son premier et son second O Salutaris, qui évoque le sujet de l'Eucharistie, sous forme de motet latin.

## Sources
- Étienne Jardin, Mel Bonis (1858-1937) : parcours d'une compositrice de la Belle Époque, 2020 (ISBN 978-2-330-13313-9 et 2-330-13313-8, OCLC 1153996478, lire en ligne).